# FM-2030
FM-2030 (при народженні Ферейдун М. Есфендіарі (фр. Fereidoun M. Esfandiary); فریدون اسفندیاری; 15 жовтня 1930 — 8 липня 2000) — ірано-американський письменник-фантаст, педагог, філософ-трансгуманіст, футурист, баскетболіст, учасник літніх Олімпійських ігор 1948 року.
Відомий як трансгуманіст завдяки книзі «Чи є ви транслюдиною?: Моніторинг та стимулювання вашого особистого зростання у світі, що швидко змінюється» (англ. Are You a Transhuman?: Monitoring and Stimulating Your Personal Rate of Growth in a Rapidly Changing World), опублікованій 1989 року. Крім того, він написав низку художніх творів під своїм початковим ім'ям Ф. М. Есфандіарі.

## Молодість і освіта
FM-2030 народився під ім'ям Ферейдун М. Есфандіарі 15 жовтня 1930 року в Бельгії в родині іранського дипломата Абдол-Хоссейна «AH» Садіга Есфандіарі (1894—1986), який служив від 1920 до 1960 року. В дитинстві багато подорожував: до 11 років жив у 17 країнах, серед яких Іран, Індія та Афганістан. На Олімпійських іграх 1948 року в Лондоні представляв Іран як баскетболіст і борець. Відвідував початкову школу в Ірані та Англії, а середню освіту здобув у єзуїтській школі Colleges Des Freres у Єрусалимі. До 18 років, крім рідної перської він навчився говорити 4 мовами: арабською, івритом, французькою та англійською. Потім почав навчання в коледжі Університету Каліфорнії в Берклі, але пізніше перевівся до Університету Каліфорнії в Лос-Анджелесі, який закінчив 1952 року. У 1952—1954 роках працював у Погоджувальній комісії ООН щодо Палестини.

## Зміна імені та погляди
1970 року після опублікування своєї книги Optimism One почав називати себе FM-2030 з двох основних причин: по-перше, щоб відбити надію та віру в те, що він доживе до свого 100-річчя у 2030 році; по-друге, і що більш важливо, звільнитися від поширеної практики домовленостей щодо іменування, які, на його думку, вкорінені в колективістському менталітеті та існують лише як пережиток племінного минулого людства. Офіційно змінив своє ім'я 1988 року. Вважав, традиційні імена тісним ярликом колективної ідентичності, який, як правило, вироджується у стереотипи, фракційність та дискримінацію. За його власними словами, «традиційні імена визначають минуле людини: походження, етнічну приналежність, національність, релігію. Я не той, ким був десять років тому, і точно не той, ким буду через двадцять років. […] Назва 2030 відбиває моє переконання, що 2030 рік буде чарівним часом, і у 2030 році у нас буде чудовий шанс жити вічно». Як переконаний антинаціоналіст, він вважав: «Не існує нелегальних іммігрантів, є лише невідповідні кордони» (англ. There are no illegal immigrants, only irrelevant borders.).
1973 року опублікував політичний маніфест UpWingers: A Futurist Manifesto, у якому зобразив ідеологічну лівизну та правизну як застарілі, а замість них запропонував схему UpWingers («висхідне крило» — ті, хто дивляться в небо та майбутнє) та DownWingers («низхідне крило» — ті, хто дивляться на землю і минуле). Себе FM-2030 відносив до перших. Він стверджував, що нуклеарна сімейна структура та ідея міста зникнуть, замінені модульними соціальними спільнотами, які він назвав mobilia, які живляться комунітаризмом і потім зникнуть.
Вважав, що синтетичні частини тіла зрештою зроблять тривалість життя неважливою; незадовго до смерті від раку підшлункової залози він описав підшлункову залозу як «дурний, тупий, жалюгідний орган» (англ. a stupid, dumb, wretched organ).
Стосовно цивілізації заявив: «Жодна цивілізація минулого не була великою. Усі вони були примітивними та гнітовними, заснованими на масовому підкоренні та масових убивствах». З точки зору ідентичності, заявив: «Молодий сучасник не втрачає своєї ідентичності. Він із задоволенням звільняється від неї». Він вірив, що зрештою нації зникнуть, а ідентичність зміниться з культурної на особисту. 1972 року в статті в Нью-Йорк таймс писав, що лідерство в арабо-ізраїльському конфлікті зазнало невдачі, і що ворожі сторони «поводяться як підлітки, відмовляючись розв'язати свою марнотратну 25-річну сварку», і вважав, що світ «незворотно еволюціонує за межі поняття національної батьківщини».

## Особисте життя
FM-2030 був вегетаріанцем і сказав, що не буде їсти нічого, що має матір. Відомо, що він відмовився відповідати на будь-які запитання щодо своєї національності, віку та виховання, стверджуючи, що такі запитання безглузді та що він «глобальна людина» (англ. global person). FM-2030 одного разу сказав: «Я людина 21-го століття, яку випадково запустили у 20-му. Я відчуваю глибоку ностальгію за майбутнім» (англ. I am a 21st century person who was accidentally launched in the 20th. I have a deep nostalgia for the future.). Оскільки більша частина його дитинства пройшла в Індії, відзначали, що він розмовляв англійською з легким індійським акцентом. Викладав у Новій школі Каліфорнійського університету в Лос-Анджелесі та Міжнародному університеті Флориди. Працював корпоративним консультантом у Lockheed і JCPenney. Був атеїстом. За його власними словами, був послідовником політики «висхідного крила» (тобто ні правої, ні лівої, а іншої), і під цим мав на увазі, що підтримує загальний прогрес. Від 1960-х років і до самої смерті перебував у невиключній «дружбі» (так він називав стосунки) із Флорою Шналл, юристкою, яка закінчила Гарвардський курс права 1959 року. FM-2030 і Шналл відвідували той самий клас, що й Рут Бейдер Гінзбург. Жив у Вествуді (Лос-Анджелес), а також у Маямі.

## Смерть
Помер 8 липня 2000 року від раку підшлункової залози у квартирі друга на Мангеттені. Його помістили в кріонічну суспензію у фонді Alcor Life Extension Foundation у Скоттсдейлі (Аризона), де його тіло перебуває нині. Став першою людиною, яку вітрифіковано, а не просто заморожено, як це було з попередніми пацієнтами кріоніки. У FM-2030 залишилися чотири сестри та один брат.

## Опубліковані праці
Художня література
- День жертвопринесення (The Day of Sacrifice; 1959) — доступна як електронна книга
- Жебрак (The Beggar; 1965)
- Посвідчення особи (Identity Card; 1966; ISBN 0-460-03843-5) — доступна як електронна книга

Нон-фікшн
- Оптимізм один; зародження радикалізму (Optimism one; the emerging radicalism; 1970) (ISBN 0-393-08611-9)
- UpWingers: футуристичний маніфест (UpWingers: A Futurist Manifesto; 1973; ISBN 0-381-98243-2) — доступна як електронна книга ISBN FW00007527, Видавець: e-reads, Pub. Дата: січень 1973 р., розмір файлу: 153 Кб
- Телесфери (Telespheres; 1977; ISBN 0-445-04115-3)
- Ви транслюдина?: Моніторинг і стимулювання ваших особистих темпів зростання у швидкозмінному світі (Are You a Transhuman?: Monitoring and Stimulating Your Personal Rate of Growth in a Rapidly Changing World; 1989; ISBN 0-446-38806-8).

## В культурі
- У романі Дена Брауна «Інферно» герої-трансгуманісти, які захоплюються FM-2030, віддають йому данину поваги: приймають його правила йменування та беруть такі імена, як FS2080.[23]
- Деякі музиканти, як-от Reptaliens, Dataport, Ghosthack, Vorja, Гевін Осборн і Філіп Самнер[en], створили пісні та альбоми, названі на честь FM-2030.[24][25]
- 2020 року вийшов фільм під назвою «2030» з дослідженням можливості майбутнього відродження FM-2030.[26]